# Tomasz Połuch
Tomasz Połuch (ur. 29 lutego 1972 w Ostródzie) – generał dywizji Sił Zbrojnych Rzeczypospolitej Polskiej, Komendant Główny Żandarmerii Wojskowej (2016–2024).

## Życiorys
Jest absolwentem Wyższej Szkoły Oficerskiej im. Tadeusza Kościuszki (1996) oraz Akademii Obrony Narodowej, w której ukończył studia magisterskie oraz studia podyplomowe. W 1996 otrzymał przydział służbowy do Elbląga, gdzie rozpoczął zawodową służbę wojskową na stanowiskach dowódcy plutonu zmechanizowanego, dowódcy plutonu rozpoznawczego oraz dowódcy kompanii rozpoznawczej w 14 Brygadzie Zmechanizowanej. W 2001 został wyznaczony na stanowisko oficera rozpoznania w 16 Brygadzie Zmechanizowanej, a następnie oficera szkoleniowego w 9 Brygadzie Kawalerii Pancernej. 
Od 30 czerwca 2004 pełni służbę w Żandarmerii Wojskowej. Był między innymi Komendantem Oddziału Specjalnego Żandarmerii Wojskowej w Mińsku Mazowieckim. W 2014 roku został Komendantem Oddziału Specjalnego Żandarmerii Wojskowej w Warszawie. 24 grudnia 2015 minister obrony narodowej Antoni Macierewicz powierzył mu pełnienie obowiązków Komendanta Głównego Żandarmerii Wojskowej, a 1 marca 2016 roku mianował go Komendantem Głównym Żandarmerii Wojskowej. 21 listopada 2016 prezydent RP Andrzej Duda mianował go z dniem 29 listopada 2016 na stopień generała brygady. Nominację odebrał 29 listopada. 15 sierpnia 2021 prezydent RP mianował go na stopień generała dywizji. Nominację odebrał 15 sierpnia 2021 z rąk prezydenta na dziedzińcu Belwederu. 14 lutego 2024 minister obrony narodowej Władysław Kosiniak-Kamysz odwołał go ze stanowiska Komendanta Głównego Żandarmerii Wojskowej, po czym został skierowany do dyspozycji Dyrektora Departamentu Kadr MON, który wyznaczył go do pełnienia służby w Dowództwie Operacyjnym Rodzajów Sił Zbrojnych. W styczniu 2025 zakończył służbę wojskową i przeszedł do rezerwy[. 

## Awanse
- podporucznik – 1996[1]

(...)
- generał brygady – 29 listopada 2016[8]
- generał dywizji – 15 sierpnia 2021[9]

## Ordery, odznaczenia i wyróżnienia
- Krzyż Kawalerski Orderu Odrodzenia Polski (2022)[10]
- Wojskowy Krzyż Zasługi (2015)[11]
- Medal „W służbie Bogu i Ojczyźnie” (2019)[12]
- Medal „Za rozwój współpracy wojskowej” (Ukraina, 2023)[13]
- Odznaka Honorowa Naczelnego Wodza Sił Zbrojnych Ukrainy „Za Wspieranie Wojska” (Ukraina, 2023)[13]
- Odznaka pamiątkowa Oddziału Specjalnego Żandarmerii Wojskowej – 2014 (ex officio)
- Odznaka pamiątkowa Komendy Głównej Żandarmerii Wojskowej – 2016 (ex officio)
- Odznaka Honorowa Żandarmerii Wojskowej
- Odznaka Skoczka Spadochronowego Wojsk Powietrznodesantowych – 1994
- Wojskowa Odznaka Sprawności Fizycznej I stopnia – 1996

i inne